# Cwi Narkis
Cwi Narkis (hebr. צבי נרקיס, ur. 13 stycznia 1921 w Botoszanach, zm. 8 sierpnia 2010 w Nachszon) – izraelski artysta, grafik, projektował plakaty, znaczki pocztowe, banknoty, monety obiegowe i kolekcjonerskie, twórca krojów czcionek do języka hebrajskiego.

## Życiorys

### Młodość

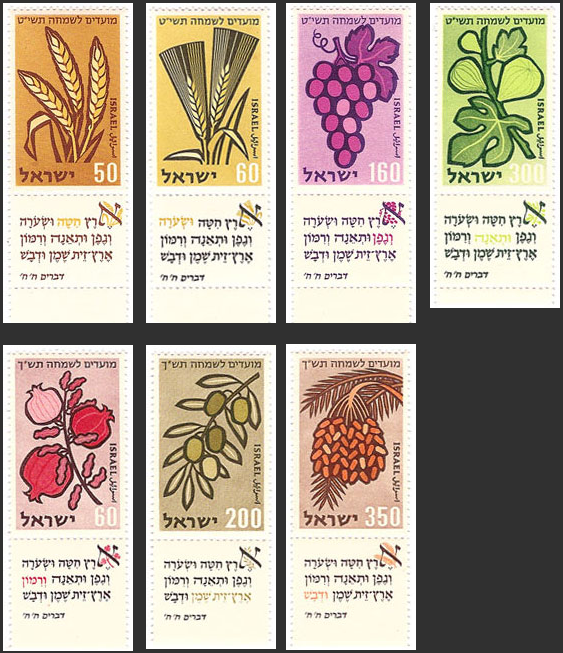
Pierwsza seria znaczków Narkisa

Urodził się 13 stycznia 1921 roku w Botoszanach (Rumunia) w tradycyjnej żydowskiej rodzinie . Od dzieciństwa interesował się hebrajskimi literami oraz sposobem ich zapisu . Kiedy miał sześć lat zmarł jego ojciec, co pogorszyło sytuację finansową rodziny . W wieku 10 lat musiał porzucić naukę i zaczął pracować dla swojego wuja .
Kiedy ukończył 15 lat przystąpił do młodzieżowego ruchu syjonistycznego Ha-Szomer Ha-Cair w swoim mieście . W 1936 roku odbył szkolenie przygotowawcze dla pionierów zorganizowane przez ruch He-Chaluc . Po ukończeniu kursu zgłosił się na ochotnika, aby zorganizować podobny kurs w mieście Timisoara, gdzie poznał swoją przyszłą żonę Klarę . Po przystąpieniu Rumunii do II wojny światowej po stronie państw Osi został wywieziony do pracy przymusowej w Karpaty . Podczas pobytu w Karpatach Niemcy zorientowali się, że potrafi malować i odesłali go do Timisoary, aby malował znaki drogowe dla wojska .
W 1944 roku dowiedział się o organizowanej nielegalnej emigracji Żydów z Rumunii do Palestyny . Wraz z Klarą postanowili uciec i w tym samym roku zamieszkali w kibucu Eilon . Potem przenieśli się do Sza’ar ha-Amakim, a ostatecznie zamieszkali w Jerozolimie . Tam rozpoczął naukę w Szkole Sztuk Pięknych i Rzemiosł Becalela . W trakcie nauki przyjął ofertę z Żydowskiego Funduszu Narodowego (ŻFN), aby pracować dla nich jako artysta . Po zakończeniu pracy dla ŻFN, w latach 1950–1955 pracował dla jednostki wspomagania szkolenia w Armii Obrony Izraela, gdzie projektował podręczniki dla Sił Powietrznych Izraela . W 1955 roku otworzył własne studio graficzne i typograficzne  .

### Twórczość
W 1958 roku Narkis stworzył swój pierwszy krój czcionki Narkis Block. Został wówczas jednym z pięciu wiodących projektantów czcionek hebrajskich. Do tego czasu Żydzi używali trzech głównych rodzin krojów pisma: aszkenazyjskiego (bardziej zdobiona), sefardyjskiego (uboga w zdobienia) i czcionki Rasziego (przykład). Projektując Narkis Block Narkis postawił sobie za cel, aby litery były łatwe do odróżnienia dla wszystkich, czyli rodzimych użytkowników hebrajskiego oraz dla osób uczących się tego języka. Narkis ponadto chciał stworzyć krój pisma, który pozwalałby na zapis liter hebrajskich w różnym formatowaniu, jako cytat, pogrubione lub kursywą. Ze względu na dobre przyjęcie z jakim spotkał się krój czcionki, została ona wykorzystana w reklamach, czasopismach i drukach instytucji rządowych  .
Z czasem zaprojektował kolejne kroje: Narkis Linotype, Narkisim, Narkis Chen, New Narkis i Narkis Tam. Narkis Linotype nosi nazwę od brytyjskiej firmy Linotype, na której zamówienie powstał krój .
W przypadku czcionki Narkis Tam Cwi projektant toczył spór sądowy z firmą Microsoft, której czcionka Arial okazała się łudząco podobna do projektu Narkisa. Po siedmiu latach procesu Microsoft zgodził się na podpisanie ugody z Narkisem i wypłaceniu mu 25 000 dolarów .
Czcionki projektu Narkisa są jednymi z najbardziej rozpoznawalnych i najszerzej używanych w Izraelu.

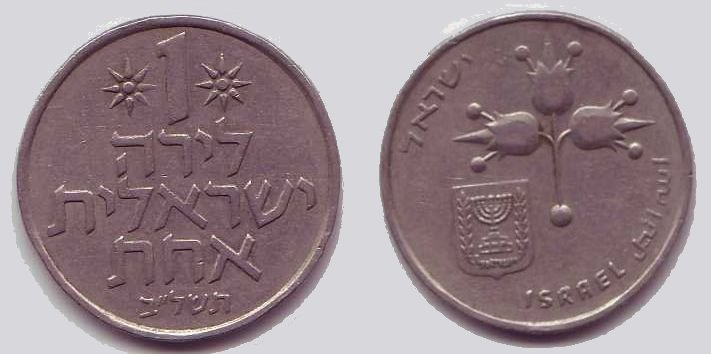
1 funt z 1967 roku z rewersem projektu Narkisa

W 1959 roku Narkis wykonał swoją pierwszą serię znaczków dla izraelskiej poczty z okazji nowego roku. Przedstawiała ona 7 gatunków wymienionych w Ks. Powtórzonego Prawa 8:8 (pszenica, jęczmień, winorośl, figa, granat, drzewo oliwne i daktyle) .
W 1967 roku zaprojektował rewers izraelskiej monety obiegowej o nominale jednego funta, która była emitowana do 1984 roku. Strona typograficzna różniła się od dotychczasowej. Markis uzasadnił zmianę chęcią nadania monecie wyjątkowego, izraelskiego charakteru, który łączy w jednej czcionce cechy typowe dla żydowskiego pisma z przeszłości i nowoczesnego pisma . W tym samym roku zaprojektował medal zwycięstwa z okazji pokonania państw arabskich w wojnie sześciodniowej w 1967 roku .

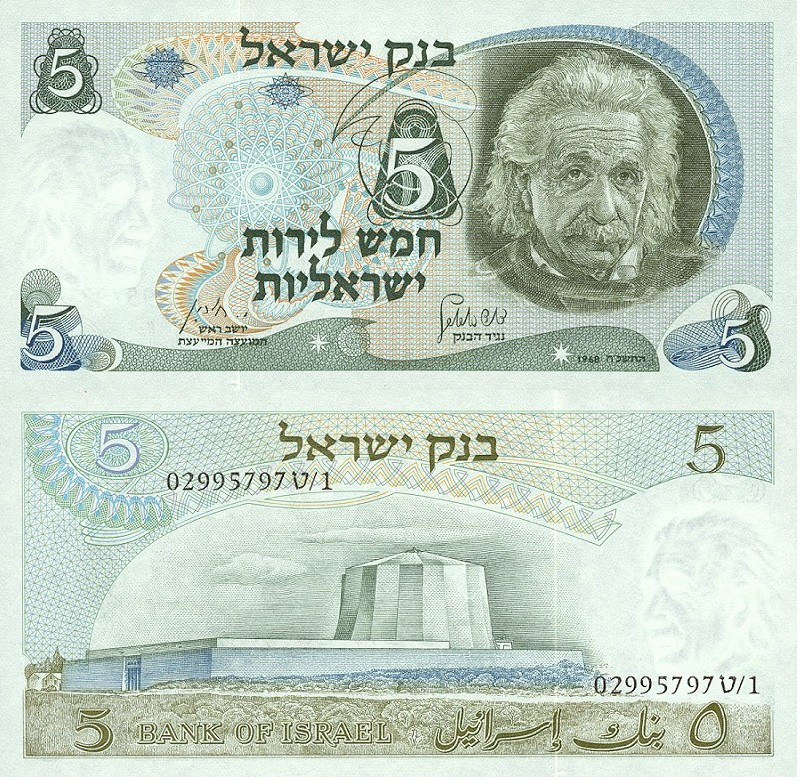
Banknot o nominale 5 funtów z Einsteinem

W 1969 roku Bank Izraela poprosił Narkisa o zaprojektowanie nowego kroju czcionki dla izraelskich banknotów trzeciej serii funta z podobiznami Alberta Einsteina, Chaima Nachmana Bialika, Chaima Weizmana i Theodora Herzla. Wynikało to z faktu, iż ówcześni projektanci tych banknotów nie pochodzili z Izraela i nie znali hebrajskich liter. Na tę okazję Narkis zaprojektował dwie czcionki odwołujące się do kaligrafii sefardyjskiej. Jakość projektów sprawiła, że Bank Izraela poprosił artystę o zaprojektowanie kroju pisma dla czwartej serii banknotów (przykłady czcionek). Narkis został poproszony również o zaprojektowanie czcionki dla banknotów o nominałach: 500 (z Edmondem Jamesem de Rothschildem) i 1000 (z Majmonidesem) szekli. Czcionkę nazwano Gazit i na prośbę Banku Izraela została stworzona tak, aby symbolizować stabilność i wiarygodność. W związku z tym nawiązuje ona do tradycji aszkenazyjskich kojarzonych z konserwatyzmem.
Narkis zaprojektował także izraelskie monety kolekcjonerskie następujących serii: Chanuka (pierwsza moneta serii z 1958), Dzień Niepodległości (1961, 1962, 1963, 1975, 1976, 1982, 1985), Pidjon ha-ben (1970, 1971, 1972), a także monety kolekcjonerskie wyemitowane poza serią: 25 i 500 funtów z Dawidem Ben Gurionem (awersy), 10 i 100 funtów z okazji zwycięstwa w 1967 roku (awersy), 25 i 500 szekli z Ze’ewem Żabotyńskim (awers, rewers i inskrypcje).
Wyróżnieniem dla Narkisa było zlecenie mu, w związku z wizytą Anwara Sadata w 1977 roku w Izraelu, wykonania kopii traktatu Derech Erec Zuta. Każde słowo pokój miało być wyróżnione złotem (przykład). Kopie pakowano w skrzynkę z drewna oliwnego. Pierwsze trzy kopie otrzymał Sadat, Jimmy Carter i Menachem Begin.
W 1981 roku Narkis zaprojektował również awers monety jednoszeklowej . Następnie wykonał projekty banknotów o nominałach: 1 (z Majmonidesem), 20 (z Mosze Szaretem) i 100 (z Icchakiem Ben Cwim) nowych szekli pierwszej emisji.
W 1989 Narkis został poproszony o zaprojektowanie kroju czcionki dla projektu Uniwersytetu Hebrajskiego Tanach Keter Jeruszalajim. Miało być to wydanie Biblii bazujące na Kodeksie z Aleppo, który uważany jest za jeden z najdokładniejszych tekstów Tanachu z zapisem masoreckim. Tanach Keter Jeruszalajim został wydany w 2001 roku i zdobył uznanie nie tylko w środowiskach religijnych, ale i państwowych. Wydanie to używane jest m.in. podczas składania przysięgi przez nowego prezydenta Państwa Izrael. Do projektu czcionki Narkis stworzył specjalnie przybory do kaligrafii. Nową czcionkę Narkisa nazwano Jerusalem Crown .
Narkis zmarł 8 sierpnia 2010 roku w kibucu Nachszon.

## Nagrody
Cwi Narkis został nagrodzony następującymi nagrodami:
- Krajową nagrodą za jakość i doskonałość w 1987[5]
- Nagrodą Przewodniczącego Knesetu za wzbogacenie życia społeczeństwa poprzez wkład w sztukę w 1989 roku[26]
- Nagrodą EMET – nagrodą za sztukę, naukę i kulturę w 2006 roku[27]